# Blaine Capatch
Blaine Capatch est un scénariste et acteur américain né le 19 septembre 1965 à York en Pennsylvanie (États-Unis).

## Filmographie

### comme scénariste
- 1995 : Mind Control
- 1996 : Quarrantine
- 1996 : Robbery (TV)
- 1996 : Lottery (TV)
- 1996 : Sleep (TV)
- 1998 : Vermin

### comme acteur
- 1995 : Mind Control
- 1996 : Quarrantine
- 1996 : Lottery (TV)
- 1996 : Sleep (TV)
- 1996 : Robbery (TV)
- 1996 : The Last Big Thing : Band Leader
- 1998 : Vermin